# Eduard Mörike (Dirigent)

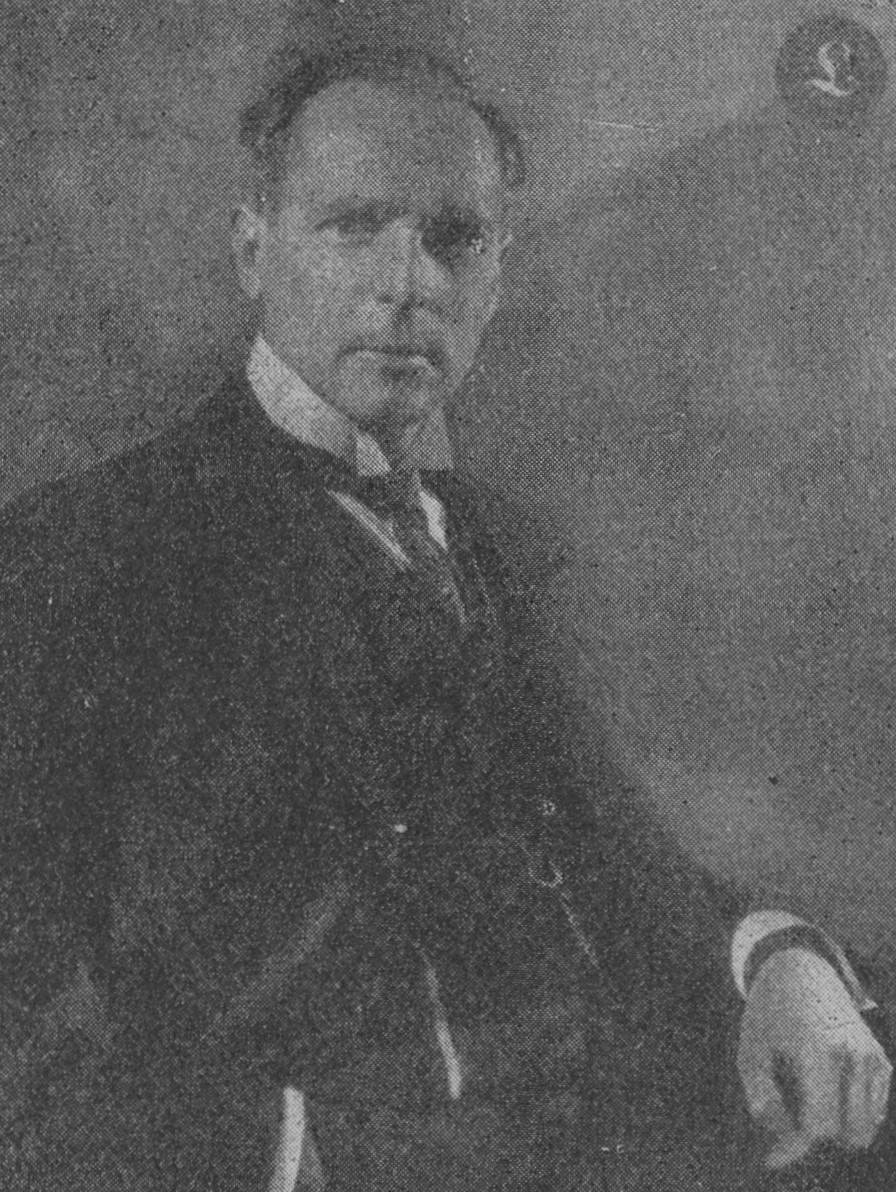
Eduard Mörike, um 1928

Mörike als Dirigent der Dresdner Philharmonie im Gewerbehaus

Wilhelm Eduard Mörike (* 26. August 1877 in Crailsheim; † 14. März 1929 in Berlin-Charlottenburg) war ein deutscher Pianist, Komponist und Kapellmeister. 

## Leben
Als Sohn eines Kaufmanns und einer musikbegeisterten Mutter wuchs der Großneffe des gleichnamigen Dichters mit sieben Geschwistern in Stuttgart auf. Als er zehn Jahre alt war, zog die Familie nach Leipzig. Dort besuchte er von Ostern 1888 bis September 1894 das Königliche Gymnasium. Auf Rat Felix Weingartners beschloss er, sein musikalisches Talent ausbilden zu lassen, anstatt Medizin zu studieren. Am Leipziger Konservatorium ließ er sich unter anderem bei Adolf Ruthardt im Fach Klavier, bei Karl Piutti und Hans Sitt ausbilden. Im Alter von 19 Jahren gewann er einen Kompositionspreis für ein Klavierkonzert in a-Moll. Anschließend war er persönlicher Schüler des Pianisten Alexander Iljitsch Siloti.
Nach einem siebenmonatigen Aufenthalt in den Vereinigten Staaten entschied er sich, die Dirigentenlaufbahn einzuschlagen. Er erhielt eine Anstellung als 2. Kapellmeister am Stadttheater Rostock. Bereits im Alter von 24 Jahren wurde er zum Chefdirigenten in Kiel ernannt. 1906 erhielt er den ehrenvollen Auftrag, an den Festspielen in Bayreuth mitzuwirken.
Nach einer kurzen Tätigkeit in Stettin übernahm er 1907 die musikalische Leitung des Stadttheaters Halle. Hier begründete er die Abonnementskonzerte der Hallischen Orchestervereinigung. Unter Eduard Mörike erlebte Halle eine musikalische Blütezeit. Bedeutende Dirigenten wie Arthur Nikisch, Felix Mottl, Richard Strauss, Siegfried Wagner und Felix Weingartner wurden engagiert. Mörike betätigte sich in dieser Zeit auch als Mitarbeiter der Saalezeitung und komponierte Ballette wie Das lustige Kleeblatt und die Operette Prinzessin Herzlieb.
Von Richard Strauss erhielt er 1907 eine persönliche Einladung nach Paris, um dort dessen Oper Salome einzustudieren. Während der zwei Monate seines Aufenthaltes leitete er mehrere Aufführungen dieser und anderer Opern. In dieser Zeit dirigierte er auch die Wagner-Festspiele in Halberstadt und Bad Lauchstädt.

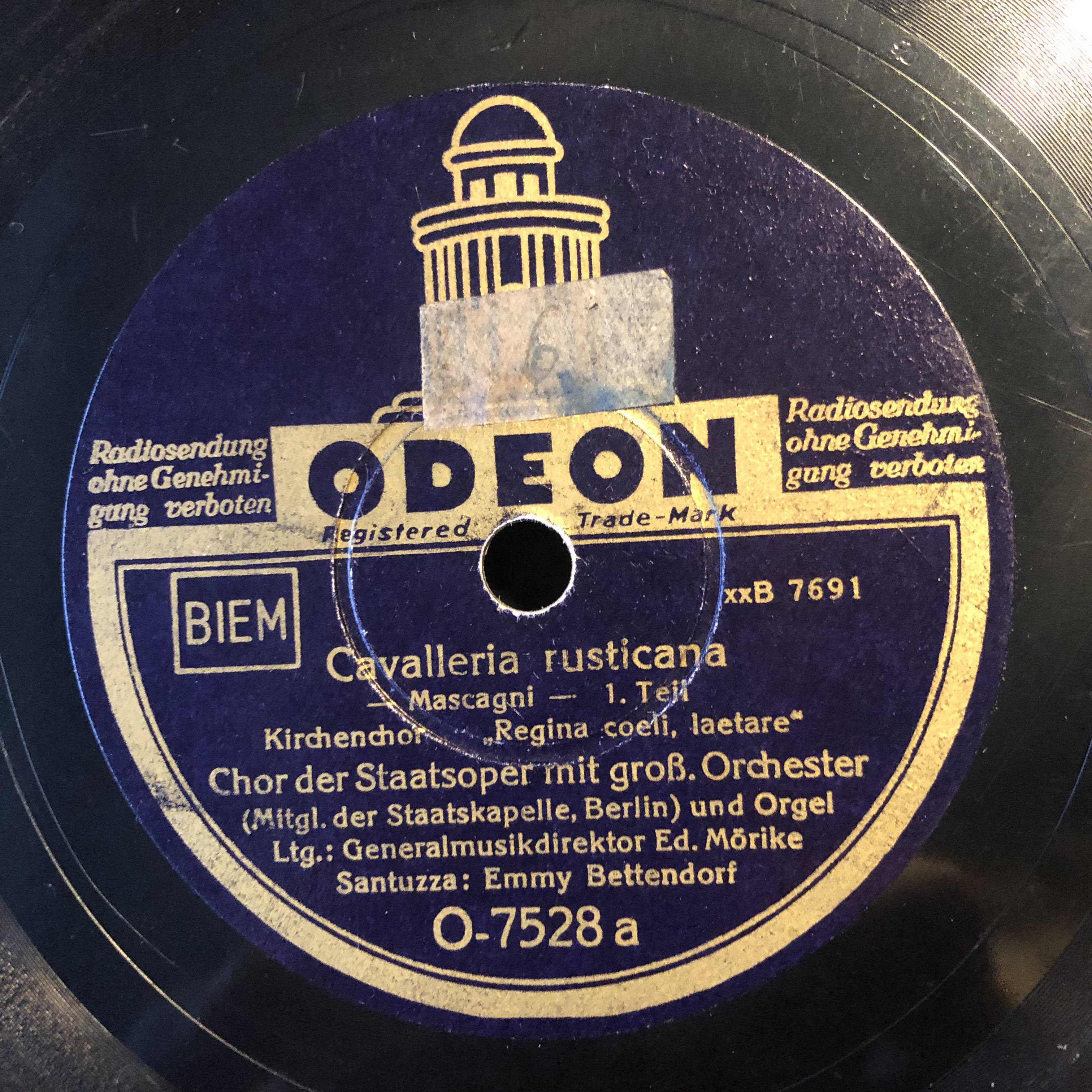
Emmy Bettendorf: Schallplatten-Aufnahme der Arie „Regina coeli, laetare“ aus Pietro Mascagnis Oper Cavalleria rusticana, mit Mitgliedern der Staatskapelle Berlin unter Leitung von Eduard Mörike.

Von 1912 bis 1924 war er Kapellmeister an der Deutschen Oper Berlin, die vom Charlottenburger Großbürgertum als musikalischer Gegenentwurf zur erstarrten Hofopernbühne gegründet worden war. Hier brachte er insbesondere Wagner-Werke zur Aufführung, darunter die Berliner Erstaufführung des Parsifal am 1. Januar 1914. Zugleich war er Dozent an der Lessing-Hochschule und trat als Konzertpianist auf. Ab 1919 nahm er für Parlophone und Odeon zahlreiche Einspielungen vor. 1922 und 1923 unternahm er als Chefdirigent der Wagner-Opera-Company eine Tournee durch ganz Nordamerika.
Von 1924 bis 1929 war er als Generalmusikdirektor Chefdirigent der Dresdner Philharmonie und Leiter der Dresdner Singakademie. In dieser Eigenschaft leitete er zahlreiche Ur- und Erstaufführungen moderner Kompositionen, unter anderem von Friedrich Ernst Koch, Kurt Weill, Heinrich Noren (1861–1928), Josef Suk. Gemeinsam mit seinem 1. Konzertmeister Stefan Frenkel begründete er den Ruf der Dresdner Philharmoniker als seinerzeitiger Förderer des musikalischen Gegenwartsschaffens.
Eduard Mörike starb am Abend des 14. März 1929 im Alter von 51 Jahren in seiner Berliner Wohnung an einer Grippe, aus der sich eine Lungenentzündung entwickelt hatte. Er hinterließ seine Gattin Ida Mörike geb. Baßler. Die Beisetzung fand am 18. März 1929 auf dem Friedhof Heerstraße in Charlottenburg (heutiger Ortsteil Berlin-Westend) statt. Das Grab wurde 1955 aufgelöst.